# 토크토아
톡토아(몽골어: ᠲᠣᠭᠲᠠᠭᠠᠬᠤ Toγta'a, 중국어: 脫脫, 병음: Tuōtuō, Тогтох, 1314년 ~ 1355년 12월 8일)는 톡토(托克托, 만주어: ᡨ᠋ᠣᡴ᠋ᡨ᠋ᠣ Tokto, 톡토아 테무르(몽골어: ᠲᠣᠭᠲᠠᠭᠠᠬᠤ
ᠲᠡᠮᠦᠷ Toγta'a Temür)로 불리기도 한다. 카안 울루스의 대승상이자 권신이다. 메르키트 오복 출신이며, 자는 대용(大用)이다. 메르키트 바얀과 함께 엘테무르의 아들 텡기스 일파를 숙청하는데 가담했으며, 후일 원 혜종의 명으로 백부 바얀을 실각, 추방시켰다. 홍건적과 싸우던 중, 황태자 아유르시리다르를 추대하려던 중서성 평장정사 합마의 모함을 받고 운남성으로 유배되었다가 사사당했다.

## 생애
마지야르타이[馬札兒臺]의 아들이다. 어릴 때 백부인 메르키트 바얀에게 길러졌다. 포강(浦江) 사람 오직방(吳直方)에게 학문을 배웠다.
15세 때 황태자 라기바흐의 겁설관(怯薛官)이 되었다. 1328년 범상제거사(梵像提擧司)의 다루가치가 되었다. 1329년 내재(內宰)의 사승(司丞)으로 관직을 옮겼다. 같은 해 5월 부정사승(府正司丞)으로 임명받았다. 1331년 호부에 관직을 받아 충익(忠翊) 시위(侍衛) 친군(親軍) 도지휘사(都指揮使)가 되었다. 1334년 동지선정원사(同知宣政院事)에 임명되었다. 같은 해 5월 중정사(中政使), 6월 동지추밀원사(同知樞密院使)에 임명되었다.
1335년 메르키트 바얀이 권신 텡기스를 잡아 죽일 때 그 잔당들을 습격해 패퇴시키고 모두 사로잡아 바쳤다. 어사중승에 임명되었으며, 친군 지휘사로 좌아속위(左阿速衛)를 지휘하였다. 1338년 어사대부에 올랐다. 원 혜종 토곤 테무르에게 간언을 올려 금자광록대부(金紫光祿大夫) 겸 소희선무사(紹熙宣撫使)에 임명되었다. 1340년 바얀이 교만해져 정치적 횡포가 심해지자 혜종의 황명을 받아 바얀을 영남으로 유배하였다.
1341년 중서우승상(中書右丞尙)에 올라 바얀의 옛 정치를 모두 개혁하고 과거를 통해 인재를 뽑는 제도를 회복했다. 1343년 혜종이 토크토아를 국사원 도총재, 구양현(歐陽玄)을 총재관으로 삼아 《요사(遼史)》, 《송사(宋史)》, 《금사(金史)》를 편찬하게했다. 1344년 병이 들어 사임했다. 1349년 병에서 회복해 중서좌승상(中書左丞尙)에 임명되었다. 1350년 중서우승상(中書右丞尙)에 임명되었다. 같은 해 새로운 지폐인 지정교초(至正交鈔)를 발매했다.
1351년 한산동, 유복통이 거병하여 홍건적의 난을 일으켰다. 1352년 병사를 이끌고 서주(徐州)의 홍건군(紅巾軍)을 진압했다. 1354년 장사성(張士誠)을 고우(高郵)에서 포위했다. 모두 스물여덟 번 전투를 벌여 성이 함락되려 할 즈음에 중서성평장정사 하마(哈麻)의 참언을 받아 토크토아가 탄핵되어 삭직(削職)되었다. 회안(淮安)에 안치되었다가 1355년 운남성(雲南省)의 대리(大理)로 유배를 갔고, 하마가 조서를 고쳐 보낸 사신에 의해 그해 12월 8일 짐살(鴆殺)당했다. 혹은 자진의 명을 받고 자결했다는 설도 있다.

## 사후
1362년 억울함이 밝혀져 복관되었다. 토크토아의 죽음을 계기로 원은 급격히 쇠퇴의 길로 접어든다.

## 가계
- 아버지 : 마지야르타이[馬札兒臺]
- 백부 : 바얀[伯顏]

## 토크토아가 등장한 작품
- 《기황후》(MBC, 2013년~2014년, 배우: 진이한)

## 같이 보기
- 엘테무르
- 메르키트 바얀
- 원 혜종
- 원 소종